# Relais 4 × 400 mètres féminin aux championnats du monde d'athlétisme 2001
Navigation
Séville 1999 Paris 2003
L'épreuve du relais 4 × 400 mètres féminin des championnats du monde d'athlétisme 2001 s'est déroulée les 11 et 12 août 2001 au stade du Commonwealth d'Edmonton, au Canada. Elle est remportée par l'équipe de Jamaïque (Sandie Richards, Catherine Scott, Debbie-Ann Parris et Lorraine Fenton).

## Résultats

### Finale
| Rang               | Pays        | Athlètes                                                             | Temps         | Notes |
| ------------------ | ----------- | -------------------------------------------------------------------- | ------------- | ----- |
| Médaille d'or      | Jamaïque    | Sandie Richards Catherine Scott Debbie-Ann Parris Lorraine Fenton    | 3 min 20 s 65 | WL    |
| Médaille d'argent  | Allemagne   | Florence Ekpo-Umoh Shanta Ghosh Claudia Marx Grit Breuer             | 3 min 21 s 97 | SB    |
| Médaille de bronze | Russie      | Irina Rosikhina Yuliya Nosova Anastasiya Kapachinskaya Olesya Zykina | 3 min 24 s 92 |       |
| 4                  | États-Unis  | Jearl Miles-Clark Monique Hennagan Michelle Collins Suziann Reid     | 3 min 26 s 88 |       |
| 5                  | Royaume-Uni | Lee McConnell Helen Frost Natasha Danvers Catherine Murphy           | 3 min 26 s 94 | SB    |
| 6                  | France      | Francine Landre Anita Mormand Sylvanie Morandais Marie-Louise Bévis  | 3 min 27 s 54 |       |
| 7                  | Pologne     | Aleksandra Pieluzek Grazyna Prokopek Aneta Lemiesz Malgorzata Pskit  | 3 min 27 s 78 |       |
| 8                  | Canada      | Foy Williams Samantha George Danielle Kot LaDonna Antoine            | 3 min 27 s 93 |       |

## Légende
Records et Performances
- AR : Record continental (area record)
- CR : Record des championnats (championship record)
- MR : Record du meeting (meet record)
- NR : Record national (national record)
- OR : Record olympique (olympic record)
- PR : Record paralympique (paralympic record)
- PB : Record personnel (personal best)
- SB : Meilleure performance personnelle de la saison (season's best)
- WL : Meilleure performance mondiale de l'année (world leader)
- WJR : Record du monde junior (world junior record)
- WR : Record du monde (world record)

Circonstances et Conditions
- DNF : N'a pas terminé (did not finish)
- DNS : N'a pas pris le départ (did not start)
- DQ : Disqualification (disqualification)
- NM : Aucun essai valable enregistré (No Mark)
- Q : Qualifié « directement » au prochain tour (ou à la prochaine compétition), lors d'une compétition majeure, grâce au classement ou à la réalisation des minima (automatic qualifier)
- q : Qualifié au prochain tour (ou à la prochaine compétition), lors d'une compétition majeure, grâce au repêchage ou à la réalisation de l'une des meilleures performances parmi celles des « non qualifiés directement » (grâce au meilleur temps ou à la meilleure distance par exemple) (secondary qualifier)